# ガイウス・スルピキウス・ガッルス (紀元前243年の執政官)
ガイウス・スルピキウス・ガッルス（ラテン語: Gaius Sulpicius Gallus、生没年不詳）は紀元前3世紀中期の共和政ローマの政治家・軍人。紀元前243年に執政官（コンスル）を務めた。

## 出自
パトリキであるスルピキウス氏族の出身。父のプラエノーメン（第一名、個人名）はガイウス、祖父はセルウィウスである。紀元前166年の執政官ガイウス・スルピキウス・ガッルスは孫と思われる。

## 経歴
第一次ポエニ戦争の最終段階であった紀元前243年に、ガッルスは執政官に就任した。同僚執政官はガイウス・フンダニウス・フンドゥルスであった。おそらく、両執政官ともにシケリアに渡り、カルタゴの将軍ハミルカル・バルカと戦ったと思われる。しかし、この年の軍事作戦は不明であり、またガッルス自身の行動も不明である。
歴史学者のフリードリッヒ・ミュンツァーは、ガッルスはシケリアには渡らず、イタリア半島での作戦を担当したのではないかと考えている。

### 古代の資料
- ポリュビオス『歴史』
- カピトリヌスのファスティ

### 研究書
- Friedrich Münzer. "Sulpicius 65" // Paulys Realencyclopädie der classischen Altertumswissenschaft, 1931
- Friedrich Münzer. "Sulpicius 66" // Paulys Realencyclopädie der classischen Altertumswissenschaft. 1931.